# Кападокија (провинција)
Кападокија (лат. Cappadocia) је била једна од провинција Римског царства у Малој Азији, са главим градом Цезарејом. Успостављена је 17. године за вријеме цара Тиберија, послије смрти посљедњем кападокијског владара Архелаја.
Кападокија је била царска провинција, што значи да је гувернера непосредно бирао цар. Током касног 1. вијека провинција је подијељена између провинције Понт и Доње Јерменије.